# Suskowola

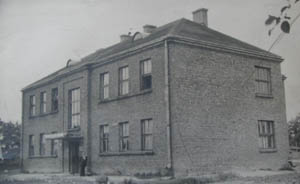
Szkoła Podstawowa w Suskowoli w roku 1953

Suskowola – wieś w Polsce położona w województwie mazowieckim, w powiecie radomskim, w gminie Pionki. Ma status sołectwa. Dawna siedziba Gminy oraz Gromady.
| SIMC    | Nazwa      | Rodzaj    |
| ------- | ---------- | --------- |
| 0631114 | Cyganówka  | część wsi |
| 0631137 | Podmłynie  | część wsi |
| 0631143 | Stara Wieś | część wsi |

Ze wschodu i zachodu wieś otaczają lasy będące obrzeżami Puszczy Kozienickiej.
Wierni Kościoła rzymskokatolickiego należą do parafii św. Idziego w Suchej.

## Administracja
Do 1954 roku siedziba gminy Suskowola.  W latach 1954–1958 wieś należała i była siedzibą władz gromady Suskowola, po jej zniesieniu w gromadzie Pionki. W latach 1957–1975 miejscowość administracyjnie należała do województwa kieleckiego, następnie W latach 1975–1998 do województwa radomskiego.

## Komunikacja
Przez miejscowość przechodzi droga wojewódzka numer 787 prowadząca od stacji kolejowej w Pionkach do Zwolenia oraz droga powiatowa numer 3520W od Suskowoli do miejscowości Policzna. Przez Suskowolę przebiega trasa autobusowa PKS na trasie Zwoleń – Warszawa.

## Szkolnictwo
We wsi znajduje się szkoła podstawowa założona w 1917 roku, zalegalizowana jako szkoła I stopnia rok później. W latach 2002–2003 rozbudowana. Od 1999 roku w Suskowoli funkcjonuje Publiczny Zespół Szkół w skład, którego wchodzi szkoła podstawowa oraz przedszkole, kiedyś w skład wchodziło również gimnazjum.

## Sport
W Suskowoli znajduje się nowoczesny stadion sportowy. Obiekt został zbudowany w 2015 roku. Posiada pełnowymiarowe boisko do piłki nożnej, trybuny, plac treningowy, budynki gospodarcze (znajdują się tam m.in. duże i funkcyjne szatnie, łazienki, pomieszczenie sędziego). Stadion na co dzień używa klub piłkarski GKS Legion Suskowola. Klub ma drużynę grającą obecnie (2017 rok) w lidze Radomskiej. Przy stadionie działa także klub piłkarski juniorów GKS-u Suskowola. Plac wykorzystywany jest także podczas lokalnych imprez, zawodów (np. strażackich) a także (w 2017 roku)-Mistrzostw Polski w piłce nożnej kobiet U-16. Również tamtego roku odbył się tam pierwszy mecz sparingowy klubów grających w wysokich ligach-Radomiaka Radom oraz Motoru Lublin.

## Zabytki
W okolicy szkoły znajdują się ruiny dworu z XIX wieku, w którym podczas pierwszej wojny światowej znajdował się sztab wojska polskiego. Prawdopodobnie dwór odwiedził sam marszałek Józef Piłsudski. Znajdował się tu dom z modrzewia, w którym mieszkał malarz Jerzy Czuraj. W okolicy szkoły jest również budynek z XX wieku, dawna siedziba Gminy Suskowola, obecnie przedszkole.